# Granulopyrenis
Granulopyrenis är ett släkte av lavar. Granulopyrenis ingår i familjen Requienellaceae, ordningen Pyrenulales, klassen Eurotiomycetes, divisionen sporsäcksvampar och riket svampar.
|                | Mauritiana                                   |
|                |                                              |
|                | Parapyrenis                                  |
|                |                                              |
|                | Pyrenographa                                 |
|                |                                              |
|                | Lacrymospora                                 |
|                |                                              |
| Granulopyrenis | \| \| Granulopyrenis antillensis \| \| \| \| |
|                | \| \| Granulopyrenis antillensis \| \| \| \| |
|                | Acrocordiella                                |
|                |                                              |
|                | Polypyrenula                                 |
|                |                                              |
|                | Requienella                                  |
|                |                                              |
|                | Granulopyrenis antillensis                   |
|                |                                              |

|  | Granulopyrenis antillensis |
|  |                            |